# 关原日记
关原日记（せきがはらにっき）是由江户时代初期老中阿部忠秋执笔所写的一部编年体史书。以关原之战为中心，叙述了德川家康取得政权的过程。别名关原记。全5卷。成书时间不详。现在有手抄本在内阁文库中收藏。
从丰臣秀吉死后慶長3年（1598年）初杨镝攻防战（庆长之役）开始，直到关原之战战后处理结束的慶長6年8月（1601年），记载了以德川氏为中心的诸大名的动向。当时，留下了许多有关关原之战的记录，这本把多种史料记载在一起的书被认为有很高的价值。